# رياضة الذاكرة

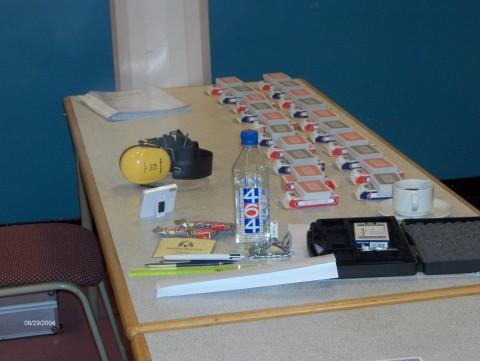

رياضة الذاكرة، ويشار إليها أحيانا باسم الذاكرة التنافسية أو رياضة عقل الذاكرة، هي المنافسة التي يحاول المشاركين فيها حفظ معظم المعلومات ثم ذكرها، في إطار تعليمات معينة. وقد تم تطوير هذه الرياضة رسميا منذ عام 1991، وتتميز بالبطولات الإقليمية والدولية. يوجد نوع مشترك بين المنافسة ويتطلب حفظ ترتيب بطاقات عشوائية في أقل وقت ممكن، وبعد ذلك يطلب من المنافس ترتيب طوابق جديدة من البطاقات بنفس الترتيب. وتعتبر التقنيات المساعدة للذاكرة جزءا ضروريا من المنافسة عموما، ويتم تطويرها من خلال الممارسة المكثفة. ويمكن لهذه ان تشمل طريقة مواضع، واستخدام الربط الذاكري والتجزيئية، أو غيرها من التقنيات لتخزين واسترجاع المعلومات.

## تاريخها
تمت مناقشة تقنيات تدريب الذاكرة تقريبا منذ اليونان القديمة، وتم اعتبار تدريب الذاكرة الرسمية منذ فترة طويلة جزءً هاما من التعليم الأساسي المعروف باسم فن الذاكرة. ومع ذلك، فإن تطوير تحفيظ المدربين في رياضة لم يكن إلا في أواخر القرن العشرين، وحتى ذلك الحين لا تزال محدودة النطاق نسبيا. وعقدت المسابقة الأولى على مستوى العالم وبطولة الذاكرة العالمية في عام 1991، ومنذ ذلك الحين وهي تعقد مرة في كل عام.

## المسابقات
بعد إقامة بطولة العالم للذاكرة في عام 1991، تم تعيين المسابقات الإقليمية في العديد من البلدان. وتشمل هذه بطولة الولايات المتحدة، التي بدأت في عام 1997، وبطولات الذاكرة الهندية الوطنية، بطولة الذاكرة الألمانية، وبطولات ذاكرة المملكة المتحدة المفتوحة. وأيضا تعقد بلدان أخرى بطولات وطنية كجنوب أفريقيا وأستراليا وسنغافورة والصين واليابان والمكسيك. 

## التسميات
أعلى تعيين شكلتها مجلس الذاكرة الرياضية العالمية التي تنظم بطولة العالم للذاكرة، هو قراند ماستر أوف ممري وكتب جوشوا فوير في عام 2005 أن هناك 36 غراند ماستر في العالم، بما في ذلك واحدة في الولايات المتحدة.

## التقنيات
يصف المنافسين العديد من الطرق والتقنيات لتحسين مهارات الحفظ لديهم، فبعضهم نشر وسمى طرقه المعينة. وهذه تشمل، على سبيل المثال نظام دومينيك ميمانك، الذي سمى باسم بطل العالم السابق دومينيك أوبراين، ونظام ميمانك ميجر، إضافة إلى نظام عمل شخص، وهو متعلق بترميز البطاقات والأرقام لسلاسل من الأشخاص والأفعال والمواد ويشار أحيانا إلى هذه الأساليب بأنها «تقوية الذاكرة». وقد كتب جوشوا فوير، «على الرغم من أن كل منافس له طريقته الفريدة في الحفظ في حدث، فإن جميع تقنيات الحفظ تستند أساسا على مفهوم الترميز المدروس، الذي يرى أن كلما كان ذو معنى أكبر، كلما تذكره بسهوله».

## التخصصات
بالرغم من أن الموضوعات المحتملة لمسابقات الذاكرة يمكن أن تكون بلا حدود، بطولة العالم للذاكرة حددت عشرة اختبارات على النحو التالي: 
1. أرقام ساعات واحدة (23712892....)
2. أرقام الخمس دقائق
3. الأرقام المنطوقة، قرأه واحدة في الثانية
4. 30 دقيقة ثنائية الأرقام (011100110001001....)
5. ساعة واحدة ورق اللعب (أكبر عدد ممكن من طوابق البطاقات)
6. قوائم عشوائية من الكلمات (بيت، اللعب، اليتيم، موسوعة....)
7. أسماء ووجوه (15 دقيقة، الرقم القياسي العالمي: 195 أسماء)
8. 5 دقائق تواريخ تاريخية (أحداث خيالية وسنوات تاريخية)
9. صور مجردة (البقع الناتجة عشوائيا عن الأسود والأبيض)
10. بطاقات السرعة – وهي دائما التخصص الأخير. حفظ ترتيب خلطة واحدة من 52 ورقة لعب في أسرع وقت ممكن والرقم القياسي العالمي: 21.90 ثواني.

قد لا تحدد أنواع أخرى من مسابقات الذاكرة وقتًا للحدث، مثلا، تم تسجيل سجلات لتحفيظ π (المعروف باسم piphilology) منذ 1970s، مع حامل الرقم القياسي الحالي حيث تذكر أكثر من 60,000 أرقام.

## السجلات
تواصل رياضة الذاكرة تحطيم الأرقام القياسية بسرعة. وكان أحدث سرعة سجلها العالم لحفظ طابق من البطاقات هو 21.19 ثانية، والذي تولى به سيمون راينهارد في ألمانيا وكان الرقم القياسي العالمي الأخير لمعظم الأرقام تم حفظه في خمس دقائق 500. بعد عامين حطم يوهانس ملوو الرقم القياسي بفارق رقم واحد فقط.